# SE River Plate
SE River Plate is een Braziliaanse voetbalclub uit Carmópolis in de staat Sergipe.

## Geschiedenis
De club werd opgericht in 1967 als Sociedade Esportiva São Cristóvão. In de jaren negentig en tot begin jaren 2000 speelde de club in de hoogste klasse van het Campeonato Sergipano. In 2006 werd de naam gewijzigd in SE River Plate, naar de Argentijnse topclub CA River Plate. In 2009 werd de club kampioen in de tweede klasse en keerde zo terug naar de elite. De club werd meteen overtuigend kampioen en plaatste zich zo voor de Série D, waarin de club in de groepsfase derde werd achter Fluminense de Feira. Het jaar erop speelde de club de finale om de staatstitel tegen São Domingos en won deze overtuigend. In de Série D werd de club nu vierde. In 2011 en 2012 nam de club deel aan de Copa do Brasil en werd telkens in de eerste ronde uitgeschakeld door de grote clubs Botafogo en Grêmio.
In 2013 speelde de club opnieuw de finale om de staatstitel, maar verloor deze van Sergipe. Sinds 2014 speelt de club geen competitievoetbal meer.

## Erelijst
Campeonato Sergipano
2010, 2011